# Emily Armstrong
Emily Marcia Armstrong, född 6 maj 1986 i Los Angeles, Kalifornien, är en amerikansk sångare och gitarrist. Hennes föräldrar var scientologer, vilket hon själv uppfostrades till att vara. Vid 11 års ålder började Armstrong spela gitarr och skriva låtar och vid 15 års ålder började hon även sjunga. Hon slutförde aldrig high school utan valde istället att hoppa av och satsa helhjärtat på musiken. 
År 2002 var Armstrong med och grundade Dead Sara, som från början hette Epiphany. Deras första gig var på nattklubben The Mint i Los Angeles i mars 2005. I september 2024 presenterades Armstrong som Linkin Parks nya sångare, där hon tog över efter Chester Bennington.